# Nordlig grodmun
Nordlig grodmun (Batrachostomus hodgsoni) är en fågel i familjen grodmunnar. Fågeln förekommer fläckvist huvudsakligen i Sydostasien från nordöstra Indien österut till Vietnam. Dess bestånd anses vara livskraftigt.

## Utseende och levnadssätt
Nordlig grodmun är en typisk grodmun, kryptiskt tecknad i brunt, vitt och grått, honan mer rostfärgad samt med lång stjärt och mycket stor mun. Den är jämfört med ceylongrodmunnen större (27 centimeter lång) och mer proportionelig med mindre huvud och längre stjärt. Hanen också mer rödbrun och är kraftigare och mer oregelbundet tecknad i svart, vitt och rödbrunt. Fågeln påträffats i subtropisk städsegrön skog.

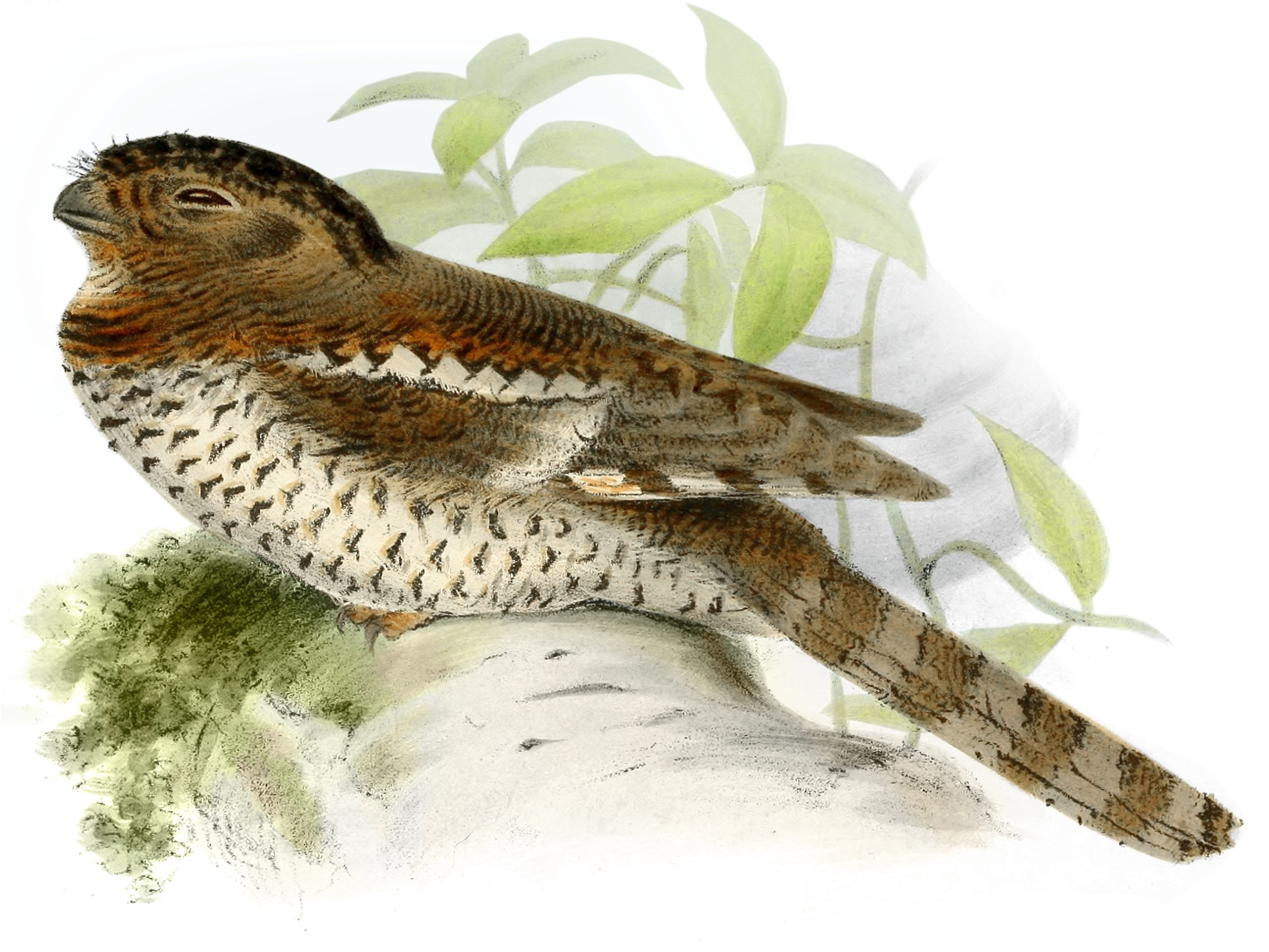

## Utbredning och systematik
Arten förekommer från nordöstra Indien till Myanmar, sydvästra Kina, nordvästra Thailand, Laos och Vietnam. Den delas in i två underarter med följande utbredning:
- Batrachostomus hodgsoni hodgsoni – nordöstra Indien, östra Bangladesh samt norra och västra Myanmar
- Batrachostomus hodgsoni indochinae – östra Myanmar och sydvästra Yunnan i Kina till norra Thailand, nordvästra Laos och centrala Vietnam

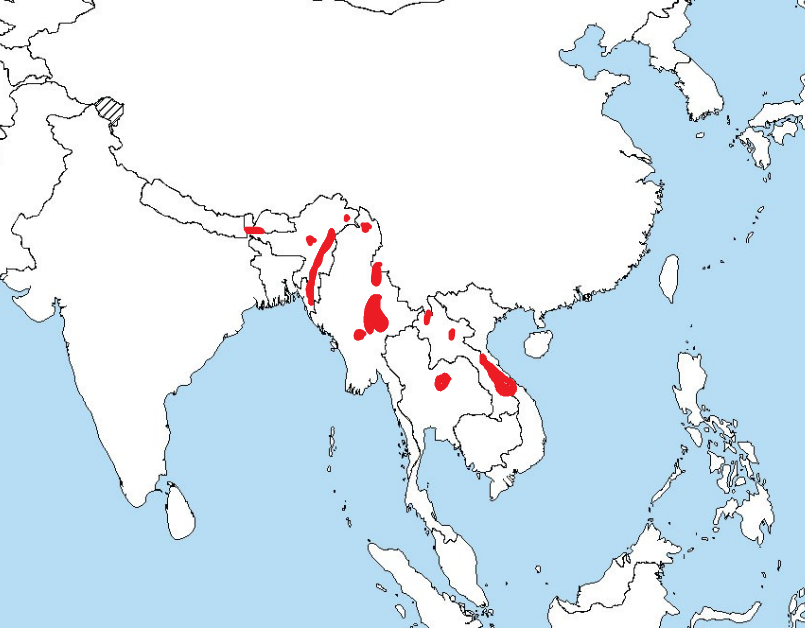

## Status och hot
Arten har ett stort utbredningsområde och en stor population med stabil utveckling som inte tros vara utsatt för något substantiellt hot. Utifrån dessa kriterier kategoriserar internationella naturvårdsunionen IUCN arten som livskraftig (LC). Världspopulationen har inte uppskattats men den beskrivs som alltifrån lokalt vanlig till sällsynt.

## Namn
Fågelns vetenskapliga artnamn hedrar Brian Houghton Hodgson (1800-1894), engelsk diplomat, etnolog och naturforskare boende i Nepal 1833–1844. Fram tills nyligen kallades den hodgsongrodmun (eller särskrivet Hodgsons grodmun) även på svenska, men justerades 2022 till ett enklare och mer informativt namn av BirdLife Sveriges taxonomikommitté.